# Tiego Gasparotto
Tiego Gasparotto Justo (* 23. April 1988) ist ein brasilianischer Radrennfahrer.
Tiego Gasparotto begann seine Karriere 2010 bei dem brasilianischen Professional Continental Team Scott-Marcondes Cesar-São José dos Campos. In seinem ersten Profijahr wurde er bei der Tour de Santa Catarina einmal Etappenzweiter und in der Gesamtwertung belegte er den fünften Platz. Bei der nationalen Meisterschaft wurde Gasparotto Achter im Einzelzeitfahren. Zwei Tage später gewann er den Titel im Straßenrennen der U23-Klasse.

## Erfolge
2010
- Brasilianischer Meister – Straßenrennen (U23)

## Teams
- 2011 Funvic-Pindamonhangaba
- 2014 Memorial-Prefeitura de Santos